# سن-ژان-مولنبیک
سن-ژان-مولِنبیک (به فرانسوی: Sint-Jans-Molenbeek) معروف به مولنبیک، یکی از ۱۹ محله‌ی شهر بروکسل در کشور بلژیک است. مراکشی‌تبارها و ترک‌تبارها، جمعیت بزرگی از اهالی مولنبیک را تشکیل می‌دهند.